# Sarah Maldoror
Sarah Maldoror, (Gers, 1929 – Saint-Denis, 13 de abril de 2020) foi uma poeta e cineasta francesa do movimento da negritude, tendo sido uma das primeiras mulheres a dirigir uma longa-metragem num país africano.

## Percurso
Filha de mãe do sudoeste de França e de pai de Guadaloupe, no Caribe, nasceu em 1929 como Sarah Ducados, em Gers, e escolheu o seu nome artístico através de Les Chants de Maldoror de Lautréamont.
Em 1956 foi co-fundadora da companhia de teatro Les Griots, a primeira composta unicamente por actores negros ou afro-caribenhos. No âmbito desta companhia, encenou obras de Jean-Paul Sartre e Aimé Césaire.
Em 1961 recebeu uma bolsa da União Soviética e foi estudar cinema em Moscovo no Studio Gorki sob a direcção de Mark Donskoi, onde conheceu Ousmane Sembène.
Após os estudos, Sarah Maldoror trabalhou no aclamado filme de Gillo Pontecorvo, A Batalha de Argel (1966), que ganhou o Leão de Ouro em 1966. Também trabalhou como assistente do diretor argelino Ahmed Lallem.
Em 1969, realizou a sua primeira curta-metragem, com dezessete minutos de duração, que se baseia num conto do escritor angolano José Luandino Vieira, O fato completo de Lucas Matesso e tem como ambiente a cidade de Luanda. O título deste filme, Monangambê, refere-se ao chamado usado por ativistas anticoloniais angolanos para avisar sobre reuniões na vila. O filme foi filmado na Argélia, em três semanas, com atores amadores - militantes do Movimento de Libertação de Angola em Argel e Brazzaville - e com o actor argelino Mohamed Zinnet. Conta a história de uma mulher em busca do seu marido preso, na cidade de Luanda. O filme foi selecionado para a Quinzena do Diretor em Cannes em 1971, representando Angola, e para a primeira edição do Forum do Festival de Berlim.  
Ainda neste ano colaborou com William Klein, no documentário Festival Panafricain d’Alger.
A sua primeira longa-metragem, Des fusils pour Banta, sobre uma guerrilheira do PAIGC, rodada na Guiné-Bissau por encomenda do governo argelino não chegaria a ser apresentada e julga-se perdida, pois a realizadora foi expulsa do país e os materiais foram confiscados.
A sua segunda longa-metragem, Sambizanga, de 1972, sobre a guerra pela independência de Angola (1961-1974), também foi baseada numa história de Luandino Vieira, A Vida Verdadeira de Domingos Xavier, e contou com a colaboração de seu marido, Mário Pinto de Andrade.
Em 1976 realizou Martinica, Aimé Césaire, um homem, uma terra, escrito por Michel Leiris. Em 1983, Maldoror colaborou com Chris Marker nas rodagens de Sans Soleil.  Em 1985 rodou mais uma longa-metragem, Le passager du Tassili. Em 1986 fez Máscara das palavras, novamente sobre Aimé Cesaire.
Em 2009, realiza o seu último filme, sobre a pintora colombiana Ana Mercedes Hoyos.

## Prémios e reconhecimentos
- Em 1972, Maldoror ganhou um Tanit d'or no Festival de Cartago, com Monangambê.
- Maldoror recebeu a Ordem Nacional de Mérito (França) do Governo da França[8]
- Em 2008 foi homenageada no primeiro FIC - Festival Internacional de Cinema de Luanda.[6]

## Festivais de cinema
Em 2019, o Museu Nacional Centro de Arte Reina Sofía, no âmbito da 16ª edição do Festival Internacional de Cine Documental de Madrid, DocumentaMadrid, dedicou-lhe a primeira retrospectiva em Espanha sobre a sua obra, que contou com a presença da cineasta.

## Morte
Maldoror morreu no dia 13 de abril de 2020 em decorrência de complicações da COVID-19.

## Filmografia
- Monangambé, 1968
- Des fusils pour Banta (Armas para Banta), 1970
- Carnaval na Guiné-Bissau (Carnaval na Guiné-Bissau), 1971
- Sambizanga, 1972
- Un carneval dans le Sahel (Carnaval em Sahel), 1977
- Folgo, Ilha de Feu
- Et les chiens se taisaient (E os cães ficaram em silêncio)
- Un homme, une terre (Um homem, um país)
- Basílica de Saint-Denis
- Uma sobremesa para Constance, 1983
- Le cimetière du Père Lachaise
- Miro
- Lauren
- Robert Lapoujade, peintre
- Toto Bissainthe, Chanteuse
- René Depestre, poète
- L'Hôpital de Leningrado, 1983
- A literatura tunisiana da Bibliothèque Nationale
- Un sénégalias en Normandie
- Robert Doisneau, fotógrafo
- Le racisme au quotidien (Racismo na vida cotidiana), 1983
- Le passager du Tassili (O passageiro Tassili), 1985
- Aimé Césaire, le masque des mots (Aimé Césaire, palavra como máscaras), 1986
- Emmanuel Ungaro, costureiro
- Louis Aragon - Uma máscara em Paris
- Vlady, peintre
- Léon G. Damas, 1995
- L'enfant-cinéma, 1997
- O tributo ao bois da época (No tempo das pessoas)